# Злате-Пьески
Злате-Пьески (словац. Zlaté piesky) — озеро в Братиславе, в районе Ружинов. Ширина составляет около 400 метров, глубина — около 30 метров. Вокруг озера имеются места для занятия спортом, в центре озера находится лесистый остров. Используется для купания.
В 1976 году, вследствие ошибки захода на посадку в озеро рухнул самолёт, летевший из Праги в Братиславу.
В начале XXI века в окрестностях озера построили большой торговый центр Торговый Дворец (Shopping Palace). На приозёрной территории проводятся культурные и музыкальные мероприятия, среди наиболее известных — MTV Disco TV и фестиваль Uprising Reggae Festival.